# Callobius arizonicus
Espèce
Synonymes
- Amaurobius arizonicus Chamberlin & Ivie, 1947
- Amaurobius catalinus Chamberlin & Ivie, 1947

Callobius arizonicus est une espèce d'araignées aranéomorphes de la famille des Amaurobiidae.

## Distribution
Cette espèce se rencontre aux États-Unis en Arizona et au Nouveau-Mexique et au Mexique,.

## Description
Le mâle holotype mesure 12,30 mm.

## Étymologie
Son nom d'espèce lui a été donné en référence au lieu de sa découverte, l'Arizona.

## Publication originale
- Chamberlin & Ivie, 1947 : North American dictynid spiders. Annals of the Entomological Society of America, vol. 40, p. 29-55.